# Louis Held (Fotograf)

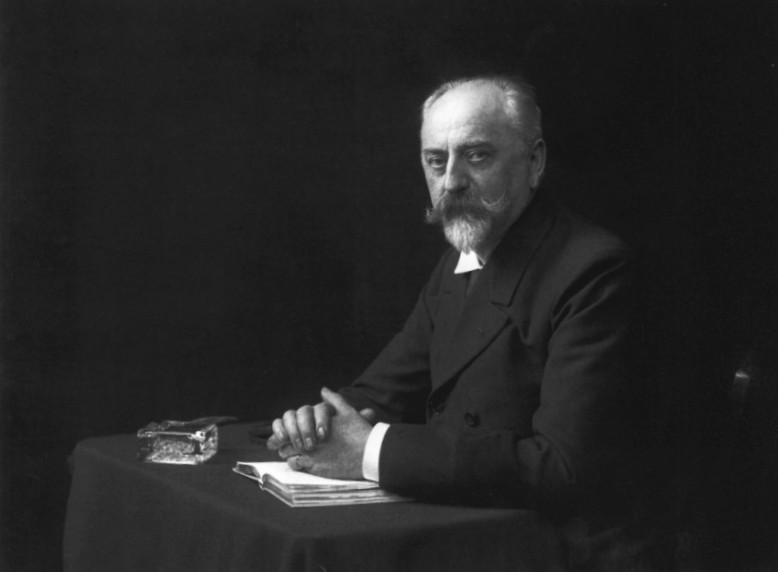
Selbstporträt um 1913

Carl Heinrich Louis Held (* 1. Dezember 1851 in Berlin; † 17. April 1927 in Weimar) war ein deutscher Foto- und Filmpionier, der vor allem in Weimar wirkte. Er gilt als einer der ersten Reportagefotografen Deutschlands und prägte wesentlich das überlieferte Bild des neuen Weimar um 1900. Held war modernen Medien aufgeschlossen und drehte ab 1910 auch Dokumentar- und Reportagefilme. Im Jahr 1912 gründete er die Weimarer Reform-Lichtspiele, das damals dritte Kino der Stadt. Held beschäftigte sich intensiv mit den Möglichkeiten des Farbfilms und ließ sich Mitte der 1920er-Jahre ein Verfahren zur Kolorierung von Filmen patentieren.

## Leben

### Jugend und Ausbildung
Held war der Sohn von Charlotte Marie, geb. Pignol, und Adolf Ferdinand Carl Held, der in Berlin eine Stahlfeder- und Couvertfabrik besaß. Die Familie war wohlhabend, jedoch verstarb der Vater bereits 1859 und die Mutter im folgenden Jahr. Held wuchs bei Verwandten in einem Pfarrhaus in Heiligensee bei Berlin auf und begann nach Ende der Schulzeit eine Lehre in der Seidenwarenfabrik Pignol & Heiland in Potsdam. Schon früh hatte Held Interesse am Medium Fotografie gezeigt und mit selbstgebauten Fotoapparaten aus Zigarrenkisten einfache Fotografien von Familienmitgliedern angefertigt. Er wurde im Atelier Schaarwächter in Berlin zum Fotografen ausgebildet und gründete im Alter von 25 Jahren mit dem Maler und Fotograf C. Steinl sein erstes Fotogeschäft in Liegnitz. Das Atelier Steinl & Held fertigte Porträt-, Landschafts- und Architekturaufnahmen und bot zudem Vergrößerungen und Reproduktionen an. Von Prinz Arthur of Connaught erhielt er zu dieser Zeit den Titel „Hofphotograph“ und durfte dessen Wappen in Werbeanzeigen verwenden.
Im Jahr 1879 trennte sich Held von seinem Geschäftspartner Steinl. Held hatte bereits im September 1878 die Hutfabrikantentochter Clara Klein geheiratet und wurde nun Filialführer der Hutfabrik Klein in München, doch währte seine Zeit als Kaufmann nur kurz. Es folgte ab 1879 eine rund dreijährige Tätigkeit als Fotograf in Berlin, bevor sich Held in Weimar niederließ.

### Atelier in Weimar ab 1882

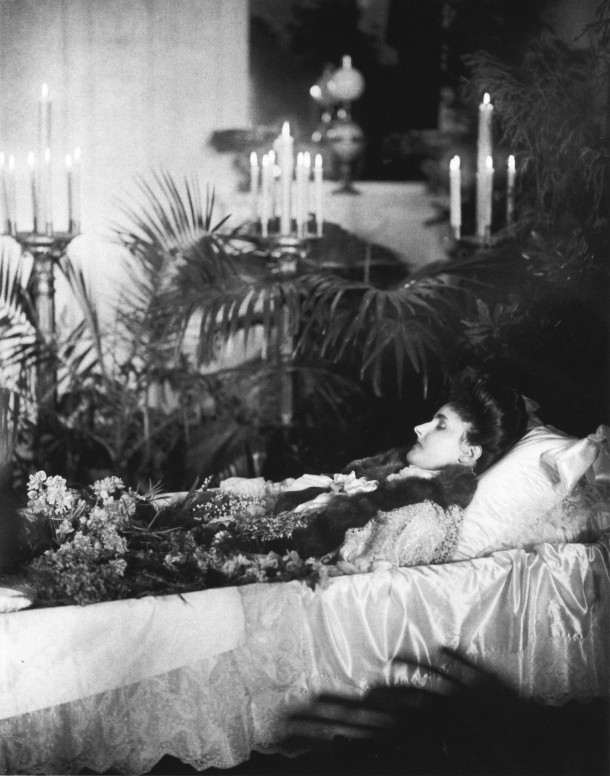
Das Skandalfoto von Großherzogin Caroline auf dem Totenbett 1905

In Weimar eröffnete Held am 1. April 1882 ein Atelier in der Schillerstraße 16, das zunächst auf Porträtaufnahmen spezialisiert war. Unter anderem fotografierte Held bereits im Mai 1882 den Großherzog Carl Alexander – der Beginn einer jahrzehntelangen, beruflichen Verbindung mit dem Fürstenhaus. Eine zentrale fotografische Arbeit, die auch lukrativ war, wurden die Porträtaufnahmen des alten Franz Liszt, die unter anderem von Loretz in London vertrieben wurden.

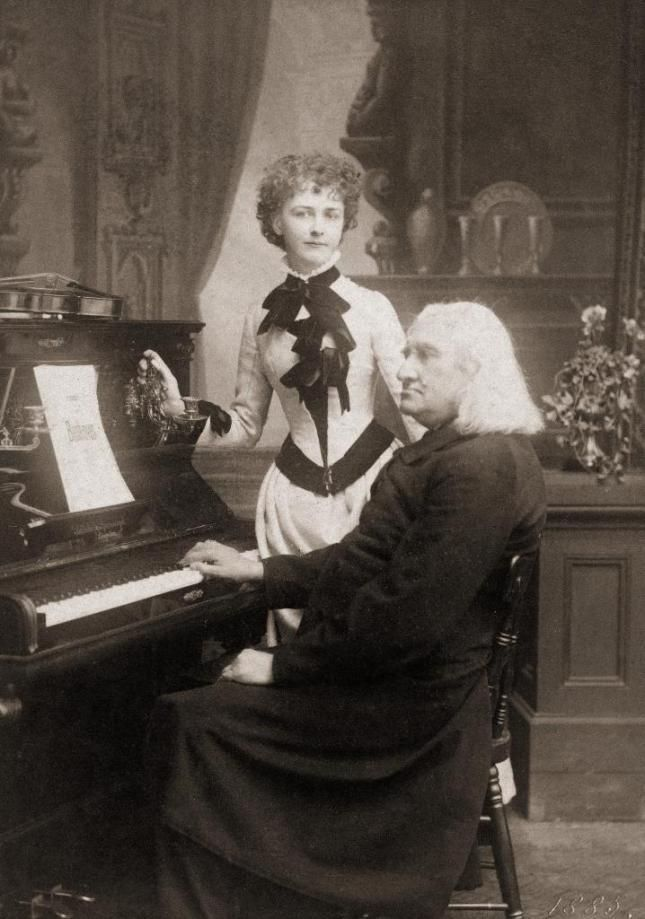
Arma Senkrah und Franz Liszt (1885)

Im Jahr 1888 erhielt Held das Bürgerrecht der Stadt Weimar. Zudem verlieh ihm das Großherzoglich-Sächsische Staatsministerium den Titel „Großherzoglicher Hofphotograph“, den er bis 1905 trug. Held hatte Anfang 1905 die verstorbene Großherzogin Caroline auf dem Totenbett fotografiert und das Bild an die Berliner Presse übergeben. Großherzog Wilhelm Ernst war über diese Indiskretion so empört, dass er Held zu sich kommen ließ, ihn ohrfeigte und mit einer Peitsche schlug. Nachfolger Helds als Hoffotograf wurde Franz Vältl. Aimé Charles Vincent von Palézieux-Falconnet versuchte vergebens die Angelegenheit zu Helds Gunsten abzuwenden.
Bereits 1886 war Held in ein neues, größeres Atelier auf der  Marienstraße 1 gezogen (heute Teil der Bauhaus-Universität Weimar). Er beschäftigte zahlreiche Mitarbeiter und bildete Lehrlinge aus. Neben der Porträtfotografie wandte sich Held nun zunehmend Außenaufnahmen und Bildberichten zu. Im Jahr 1886 war er der erste Fotograf, der in den Räumen von Goethes Wohnhaus fotografieren durfte, das in diesem Jahr als Museum eröffnet wurde.

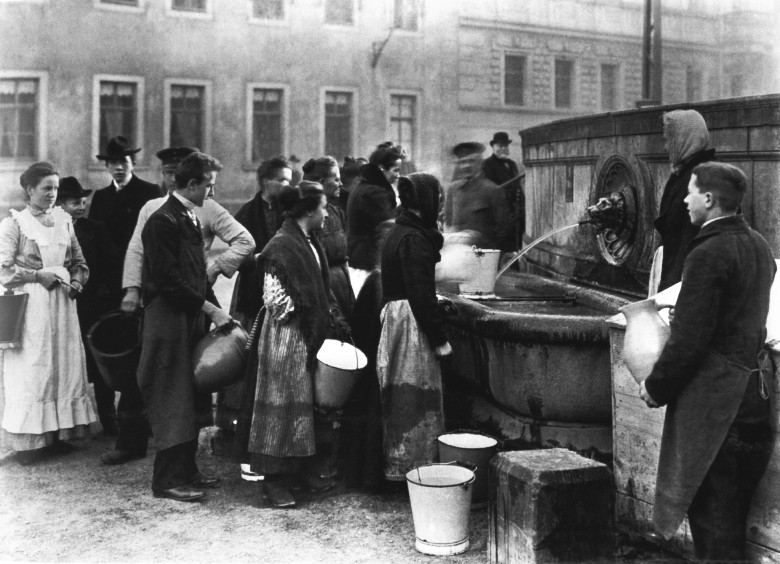
Wasserholer am Brunnen auf dem Wielandplatz in Weimar um 1906

Er fotografierte zahlreiche kulturelle Ereignisse in Weimar, nahm technische Neuerungen wie die Erstfahrt der Weimarer Straßenbahn auf und fotografierte den Kanalisationsbau in Weimar. Mithilfe einer Reisekamera erfasste Held zudem typische Alltagssituationen wie arbeitende Menschen oder Marktszenen. In seinen Atelieraufnahmen auch bekannter Persönlichkeiten wiederum wandte er „das kompositorische Prinzip“ an: Er versuchte im Bild, den Dargestellten auch durch seine Umgebung zu charakterisieren. Schriftsteller wurden daher in der Regel im Zusammenhang mit Büchern fotografiert, während der Bäcker in der Backstube aufgenommen wurde. „Es ist gesichert, daß Idee und Initiative zu solchen Aufnahmen von Louis Held ausgingen.“ Ab 1893 war Held zudem ein gefragter Objektfotograf unter anderem von Möbelentwürfen Henry van de Veldes.
Im November 1907 fand die erste Fotoausstellung von Held im Karlsplatzmuseum in Weimar statt. Gezeigt wurden Aufnahmen bekannter Persönlichkeiten wie Lil Dagover und Henry van de Velde. Zwei Jahre später war Held, der Vorstandsmitglied des Deutschen Photographenvereins mit Sitz in Weimar war, auch an der Internationalen Photographischen Ausstellung in Dresden beteiligt. Er organisierte den Beitrag der Thüringer Fotografen und stellte verschiedene eigene Arbeiten im Bereich Berufsfotografie sowie Länder- und Völkerkunde (hier v. a. Architekturaufnahmen) vor. Held, dessen Kinder Carl († 1913) und Ella ebenfalls das Fotografenhandwerk erlernten, war inzwischen als Reportagefotograf aktiv und bekannt geworden. Er fotografierte öffentliche Ereignisse auch über die Grenzen Deutschlands hinaus, so sind neben Aufnahmen aus Berlin und Hamburg auch solche aus Wien überliefert. Seine Fotografien erschienen in Tageszeitungen und Illustrierten, darunter in Der Tag und Über Land und Meere.

### Der Filmemacher Held ab 1910

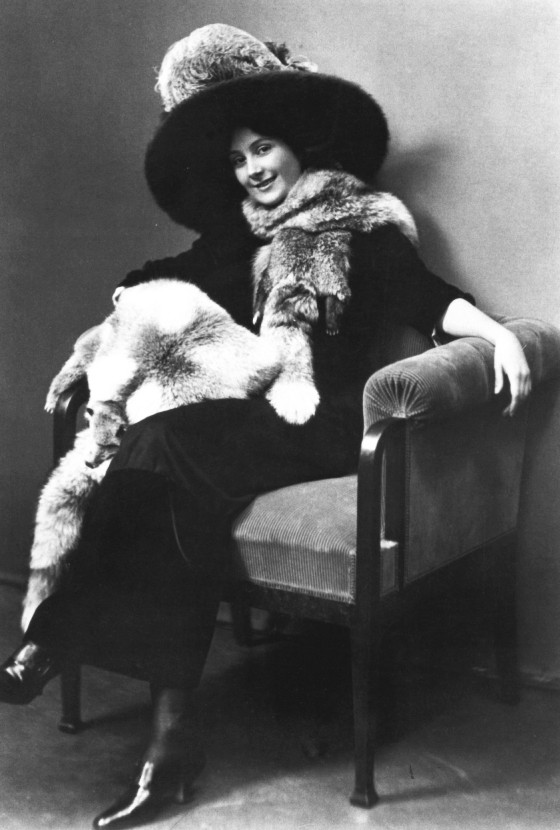
Lil Dagover, Darstellerin in Helds erstem Film; Foto von Louis Held um 1913

Interessiert an technischen Neuerungen der Zeit wandte sich Held um 1900 dem neuen Medium Film zu. Erste Experimente führte er mit der 1902 auf den Markt gekommenen Schmalfilmkamera „Ernemann-Kino“ mit Einlochfilm durch. Ab 1910 entstanden Dokumentar- und Kurzfilme auf Normalfilm mit einer Pathé-Kamera. Unter anderem nahm er in seinem ersten Film Schlangentanz Tanzszenen im Weimarer Park mit der damals noch unbekannten Lil Dagover auf. Später entstanden Filme von kulturellen Ereignissen, die Held zudem fotografisch festhielt. Ab 1912 führte Held die Filme in kleinem Rahmen in einem Saal der Armbrustschützengesellschaft in Weimar auf. Das Interesse an Helds Kurzfilmen war so groß, dass er im November 1912 das Kino Reform-Lichtspiele eröffnete. Es befand sich im selben Haus wie sein Fotoatelier, doch hatte Held das Gebäude auf der Marienstraße 1 um einen Kinoanbau mit separatem Kinoeingang erweitert. Bald kam zu eigenen Filmen auch die Vorführung langer Spielfilme, darunter der Stummfilme Der Student von Prag und Panzerkreuzer Potemkin. Im Jahr 1919 wurde das Kino erweitert und 1921 von Helds Sohn Hans übernommen. Die Reform-Lichtspiele wurden nach Helds Tod 1927 verpachtet und 1933 geschlossen. Held experimentierte auch auf technischem Gebiet mit dem Medium Film. Zu seinen zahlreichen Patenten zählt auch ein „Verfahren zur Herstellung von Kinofilmen in natürlichen Farben“ aus dem Jahr 1923.

### Späte Jahre und Tod
Im Jahr 1925 übergab Held sein Atelier an seine Tochter Ella, die 1918 als erste Frau in Thüringen den Meistertitel als Fotograf(in) erhalten hatte. Held experimentierte in den Folgejahren mit den Möglichkeiten der Farbfotografie und führte Untersuchungen im Dreifarben-Druckverfahren mit Gelb, Rot und Blau durch, die auch zu mehreren Publikationen mit Farbfotografien der Firma Held – unter anderem Caspar David Friedrich, Moritz von Schwind und Die sieben Raben und das Puppenhaus in Arnstadt – führten. Im Jahr 1926 erlitt Held einen Schlaganfall und verstarb 1927 in Weimar.
Helds Atelier wurde bis 1957 von Ella Beyer-Held geführt und schließlich an ihren Mitarbeiter und Helds Schüler Paul Bucher übergeben. Im Jahr 1969 übernahm Eberhard Renno, der bei Beyer-Held und Bucher in die Lehre gegangen war, das Atelier sowie Helds Archiv. Das Atelier besteht noch heute unter Stefan Renno.

## Wirken
Held war zunächst Atelierfotograf und arbeitete mit den für die Zeit typischen Prospekten. Auf seinen Fotografien lassen sich Prospekte mit palastartiger Architektur, aber auch Landschaften erkennen. Er fotografierte unbekannte Personen, jedoch infolge der populären Liszt-Bilder auch Persönlichkeiten des öffentlichen Lebens. Neben Musikern, Schriftstellern und Tänzern gehörten dazu auch die Damen des Weimarer Hofes sowie Mitglieder des Kaiserhauses, die sogar auf Postkarten vertrieben wurden. Teilweise existieren sowohl Prospektfotografien als auch Aufnahmen in den persönlichen Räumen des Fotografierten. Mit diesem Ansatz schuf Held „eine ihm eigene Bildform mit Reportage-Charakter“.
Später fertigte Held Dokumentar- und Gebrauchsfotografien an. Seine Arbeiten bereiteten „den modernen Bildjournalismus der frühen dreißiger Jahre vor und nehmen einige seiner Elemente vorweg.“ Er verzichtete auf Effekte und den bewussten Einsatz von Licht, sondern arbeitete in der Regel mit Normalbeleuchtung. Ziel war eine realistische, scharfe Abbildung des Geschehens. Ab 1892 erschienen Fotografien Helds in Zeitungen und Zeitschriften; die erste nachgewiesene Fotografie Helds findet sich in einem Artikel der Berliner Abendpost. Ab Ende der 1880er-Jahre sind zudem Farbfotografien Helds bekannt.

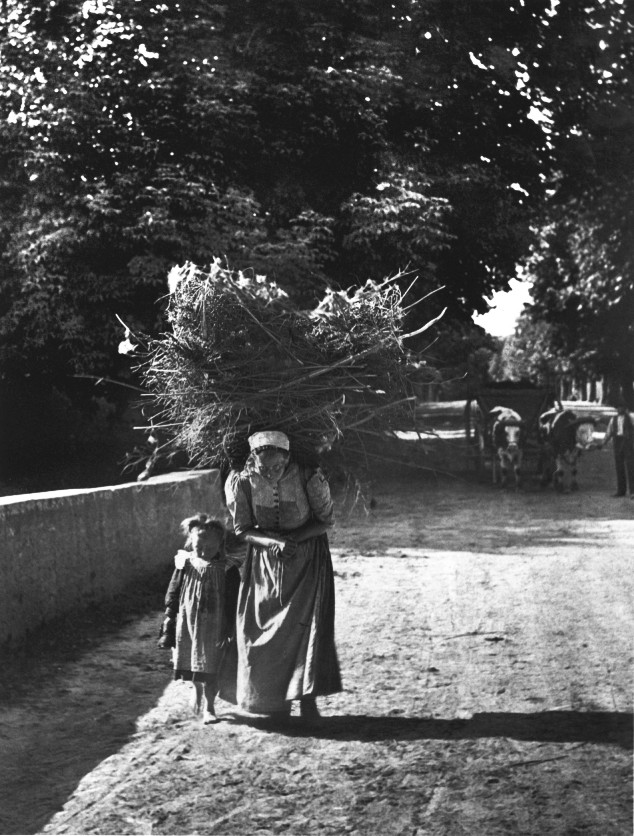
Reisigträgerin 1903

Mit seinen Reportagefotografien war Held in Deutschland nahezu ohne Konkurrenz. Nur von Ottomar Anschütz sind Fotografien ähnlicher Qualität überliefert; Anschütz bevorzugte im Vergleich zu Held jedoch dynamischere Aufnahmen. Held sah sich zudem nicht als fotografischer „Ankläger“: „Sein Bereich erstreckte sich […] bis zur Armut, nicht bis zum Elend“. Teilweise überschneiden sich im Werk Helds Dokumentar- und Porträtaufnahmen. Das fotografische Werk zu Henry van de Velde umfasst ab 1902 neben Porträts auch Innen- und Außenaufnahmen der von diesem konzipierten Gebäude, Möbel-, Stoff- und Töpfereientwürfe van de Veldes, aber auch Gemälde aus dessen Sammlung. Held hat so „eine Art Inventar des Weimarer Œuvres von Henry van de Velde geschaffen.“ Ebenfalls intensiv ist die fotografische Beschäftigung Helds mit Elisabeth Förster-Nietzsche und dem Nietzsche-Archiv in Weimar. Helds Fotografien prägten entscheidend das historische Gedächtnis zum neuen Weimar um 1900, das durch Personen wie Förster-Nietzsche, van de Velde und Harry Graf Kessler charakterisiert wird.
Auch seine filmischen Arbeiten können als „direkte Fortsetzungen seiner fotografischen Arbeiten“ angesehen werden. Die überlieferten Werke, die ab 1910 entstanden, sind im Stil ebenfalls nüchtern-dokumentarisch gehalten. Es handelt sich dabei um Reportagefilme zu kulturellen, technischen und historischen Ereignissen, aber auch Landschaftsaufnahmen und Stadtaufnahmen in ganz Deutschland. Die Filme wurden unter der Schutzmarke Weimar Film Hofphotograph Held vertrieben. In einer Anzeige aus August 1910 warb Held damit, dass seine Filme bereits 30 Stunden nach der Aufnahme lieferbar seien. Zu dem Zeitpunkt hatte er bereits über 50 Filme gedreht. Insgesamt haben sich 42 Filme Helds erhalten, darunter Werke mit dem Titel Die Eröffnungsfeier des Weimarer Flugplatzes und Stimmungsbilder aus dem Spreewald. Sie befinden sich im Bestand des Filmarchivs des Bundesarchivs.

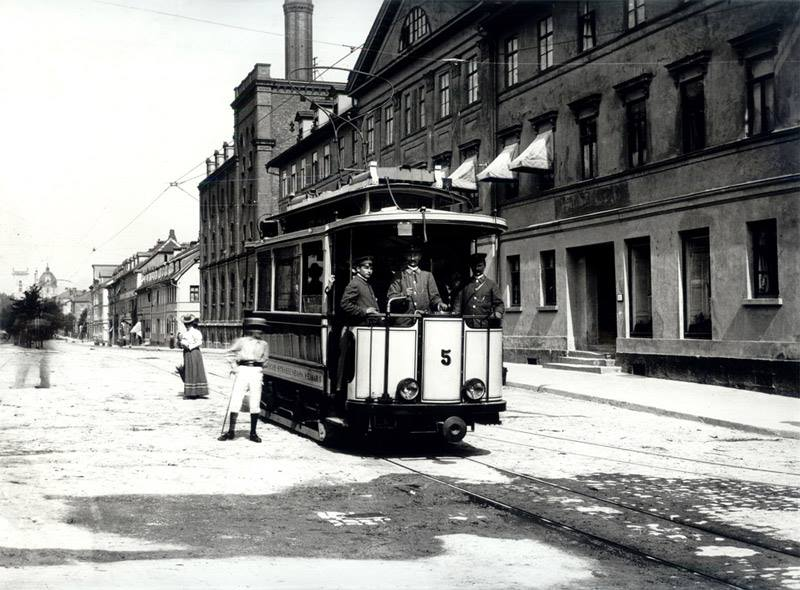
Straßenbahn Weimar Probefahrt auf der Kaiserin-Augusta-Straße in Weimar